# 十和田市立深持小学校
十和田市立深持小学校（とわだしりつ ふかもちしょうがっこう）は、青森県十和田市大字深持にある公立小学校。

## 沿革
- 1880年（明治13年）4月 - 深持村山の中野渡市エ門宅の一部を借用し、深持小学校創立。
- 1882年（明治15年）5月 - 字山ノ下129番地に新校舎建築。
- 1886年（明治19年） - 深持簡易小学校と改称。
- 1891年（明治24年）10月 - 深持尋常小学校と改称。
- 1892年（明治25年）7月1日 - 熊之沢に分校設置。
- 1895年（明治28年）12月 - 更新新築落成。
- 1898年（明治31年）4月 - 晴山分教場設置。
- 1911年（明治44年）10月 - 字山ノ下103番地に校舎新築。
- 1923年（大正12年）4月1日 - 高等科併置し、深持尋常高等小学校と改称。
- 1926年（大正15年）9月20日 - 青年訓練所併置。
- 1928年（昭和3年）10月 - 現在地に校舎新築移転落成。
- 1935年（昭和10年） - 青年訓練所が青年学校となる。
- 1941年（昭和16年）4月1日 - 国民学校令により、深持国民学校と改称。
- 1947年（昭和22年）4月1日 - 学制改革により、大深内村立深持小学校と改称。同日、深持中学校を併置し、高等科生を中学校に移籍。
- 1948年（昭和23年）3月31日 - 青年学校閉校。
- 1949年（昭和24年）4月1日 - 深持中学校校舎新築移転。
- 1955年（昭和30年）2月1日 - 昭和の大合併により、三本木市立深持小学校と改称。
- 1956年（昭和31年）10月10日 - 市名変更により、十和田市立深持小学校と改称。
- 1965年（昭和40年）
  - 10月4日 - 新校舎全焼。
  - 12月28日 - 現校舎に移転。
- 2001年（平成13年）1月 - 体育館を残し、校舎を全焼する火災発生。
- 2004年（平成16年）4月1日 - 柏小学校を統合。
- 2006年（平成18年）3月 - 建設事業（校舎）完了。

## 学区
- 大字深持（字後平・字佐々木平・字菖蒲渡・字長下・字長根尻・字糠森・字南平・字三間木沢の各地区を除く）・大字洞内（字芦沢・字梅山・字樽石・字塚長根・字年代久保・字深沢平・字松ヶ沢・字松久保の各地区を除く）。

## 周辺
- 深持郵便局
- JA十和田おいらせ大深内支店深持経済センター

## 参考資料
- 『青森県教育史 別巻』（青森県教育委員会・1973年12月20日発行）「学校沿革 小学校」740頁「深持小学校」（昭和3年の記載を除く）